# Jerzy Stępień (samorządowiec)
Jerzy Stępień (ur. 2 października 1955 w Golubiu-Dobrzyniu) – polski polityk i samorządowiec, od 2002 do 2014 wiceprezydent Poznania, były wicewojewoda.

## Życiorys
Ukończył studia na Wydziale Prawa i Administracji Uniwersytetu im. Adama Mickiewicza. Od 1995 do 1997 pracował kolejno w administracji Zespołu Szkół Rolniczych w Grzybnie i Spółdzielni Mieszkaniowej w Śremie. W latach 1994–1998 pełnił funkcję przewodniczącego rady miejskiej miasta i gminy Śrem.
Od 1992 należał do Unii Demokratycznej, następnie został członkiem Unii Wolności. Z rekomendacji tej partii po powołaniu rządu Jerzego Buzka objął stanowisko wicewojewody poznańskiego. W wyborach samorządowych w 1998 uzyskał mandat radnego sejmiku wielkopolskiego. Zrezygnował wkrótce z niego na rzecz funkcji wicewojewody wielkopolskiego, którą pełnił do 31 października 2001.
W wyborach parlamentarnych w 1997 i 2001 bezskutecznie kandydował do Sejmu z listy UW. W 2002 objął obowiązki zastępcy prezydenta Poznania. W tym samym roku przystąpił do Platformy Obywatelskiej. W 2009 bez powodzenia kandydował z listy PO w wyborach do Parlamentu Europejskiego. W 2014 zakończył pełnienie funkcji wiceprezydenta.
Odznaczony Srebrnym Krzyżem Zasługi.